# Sathytes franzi
Espèce
Sathytes franzi est une espèce de coléoptères de la famille des Staphylinidae et de la sous-famille des Pselaphinae.

## Description
L'holotype de Sathytes franzi, un mâle, mesure 1,6 mm. Sa coloration générale est brun rougeâtre assez foncé. La femelle, quant à elle, n'est pas connue.

## Répartition et habitat
Cette espèce est décrite du Népal.

## Étymologie
Son nom spécifique, franzi, lui a été donné en l'honneur de Herbert Franz (d) (1908-2002), entomologiste autrichien, qui a fourni l'holotype par le biais de sa collection.

## Publication originale
- Ivan Löbl, « Révision du genre Sathytes Westwood (Coleoptera, Pselaphidae) », Revue suisse de zoologie, MHNG, vol. 86, no 1,‎ 1979, p. 285–307 (ISSN 0035-418X, DOI 10.5962/BHL.PART.82294).